# Ordovicium
| Fanerozoikum                 | Fanerozoikum       | Fanerozoikum | Fanerozoikum      |
| Eon                          | Era                | Period       | Miljoner år sedan |
| ---------------------------- | ------------------ | ------------ | ----------------- |
| Fanero- zoikum               | Kenozoikum         | Kvartär      | 2,6–0,0           |
| Fanero- zoikum               | Kenozoikum         | Neogen       | 23–2,6            |
| Fanero- zoikum               | Kenozoikum         | Paleogen     | 66–23             |
| Fanero- zoikum               | Mesozoikum         | Krita        | 145–66            |
| Fanero- zoikum               | Mesozoikum         | Jura         | 201–145           |
| Fanero- zoikum               | Mesozoikum         | Trias        | 252–201           |
| Fanero- zoikum               | Paleozoikum        | Perm         | 299–252           |
| Fanero- zoikum               | Paleozoikum        | Karbon       | 359–299           |
| Fanero- zoikum               | Paleozoikum        | Devon        | 419–359           |
| Fanero- zoikum               | Paleozoikum        | Silur        | 444–419           |
| Fanero- zoikum               | Paleozoikum        | Ordovicium   | 485–444           |
| Fanero- zoikum               | Paleozoikum        | Kambrium     | 541–485           |
| Protero- zoikum              | Neoprotero- zoikum | Ediacara     | tidigare          |
| Se även Geologisk tidsskala. |                    |              |                   |

Ordovicium är en geologisk period i den paleozoiska eran. Den började vid kambriums slut 485 miljoner år före nutid och slutade när silur tog vid 444 miljoner år före nutid.
Den senare delen av ordovicium kännetecknas av en stor nedisning på Gondwana, den hirnantiska istiden. Detta ledde till att havsnivån sjönk och livsutrymmet för alla marina organismer minskade. Man tror att denna istid var en av anledningarna till det stora massutdöende som finns registrerat i det fossila arkivet.
Två av sju åldrar (etager) inom ordovicium är uppkallade efter geologiska fyndplatser i Sverige (Flo och Sandby). 

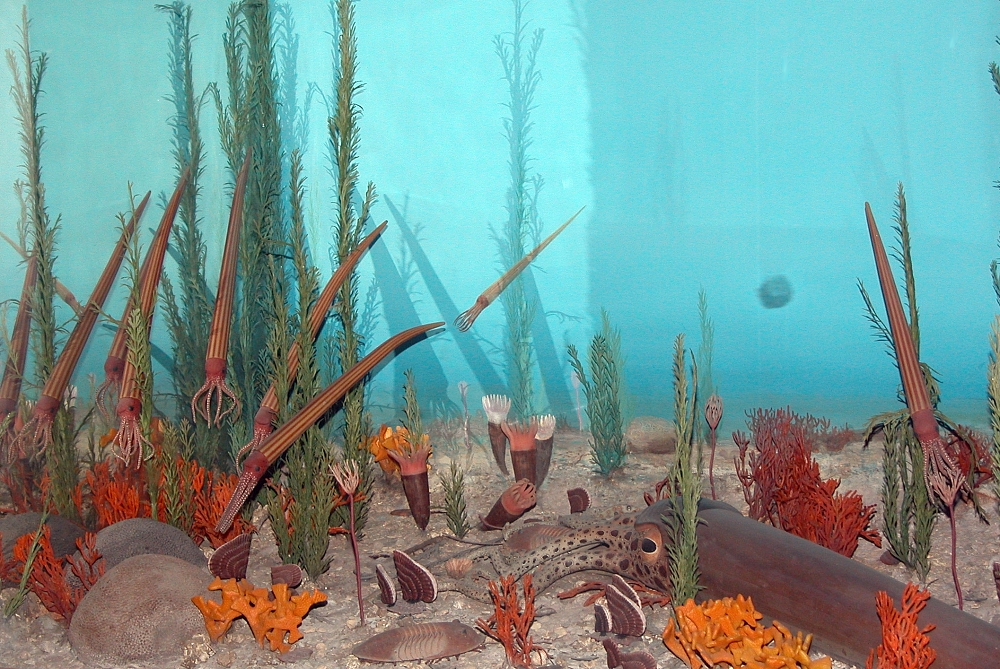
Diorama som visar hur flora och fauna kan ha sett ut under ordovicium.

## Namn och indelning
| Ordovicium 485 miljoner – 444 miljoner år före nutid | Ordovicium 485 miljoner – 444 miljoner år före nutid | Ordovicium 485 miljoner – 444 miljoner år före nutid | Ordovicium 485 miljoner – 444 miljoner år före nutid |
| Period (System)                                      | Epok (Serie)                                         | Ålder (Etage)                                        | Miljoner år sedan                                    |
| ---------------------------------------------------- | ---------------------------------------------------- | ---------------------------------------------------- | ---------------------------------------------------- |
| Silur                                                | Llandovery                                           | Rhuddan                                              | senare                                               |
| Ordovicium                                           | Yngre ordovicium                                     | Hirnant                                              | 445–444                                              |
| Ordovicium                                           | Yngre ordovicium                                     | Katy                                                 | 453–445                                              |
| Ordovicium                                           | Yngre ordovicium                                     | Sandby                                               | 458–453                                              |
| Ordovicium                                           | Mellersta ordovicium                                 | Darriwil                                             | 467–458                                              |
| Ordovicium                                           | Mellersta ordovicium                                 | Daping                                               | 470–467                                              |
| Ordovicium                                           | Äldre ordovicium                                     | Flo                                                  | 478–470                                              |
| Ordovicium                                           | Äldre ordovicium                                     | Tremadoc                                             | 485–478                                              |
| Kambrium                                             | Furong                                               | Etage 10                                             | tidigare                                             |

Perioden uppkallades efter den britanniska folkstammen ordovicer. Namnet gavs av geologen Charles Lapworth 1879 baserat på lagerföljder från perioden i Wales.
Den Internationella stratigrafiska kommissionen delar in Ordovicium i tre epoker/serier med standardnamn, samt i sju åldrar/etager. Inom engelsk och centraleuropeisk geologi görs traditionellt en regional indelning i sex serier baserat på trilobitsläkten: tremadoc, arenig, llanvirn, llandeilo, caradoc och ashgill (yngst). För geologin i Sverige och Östersjöområdet har en annan regional indelning visat sig mer lämplig, med tre delar: öland, vira och harju (yngst).

## Ordovicium i Sverige
I Sverige finns det bergarter som avsattes under ordovicium främst på Öland, i Skåne, Närke, Västergötland, Östergötland, Dalarna och Jämtland. 

### Fågelsång
Sverige har bidragit med en bestämning av en gräns mellan mellersta ordovicium och yngre ordovicium. Det är i serien av globala referenspunkter som används inom stratigrafin för att definiera gränsen mellan två olika geologiska åldrar/etager, så kallade GSSP:er. GSSP:en finns i Fågelsång i Sularpsbäckens dalgång utanför Lund. . Den är benämnd Sandby efter Södra Sandby och är daterad 460,9 ± 1,6 miljoner år före nutid. Det är lagret av den tidigaste förekomsten av graptoliten Nemagraptus gracilis som utgör grunden för bestämningen. Denna GSSP blev ratificerad av Internationella stratigrafiska kommissionen 2002.

### Hunneberg
I Hunneberg finns bestämningen mellan två åldrar/etager i äldre ordovicium, Flo och Tremadoc. Denna berör Flo och bestämningspunkten finns i diabasbrottet vid Hunneberg, precis ovanför bädd E och definierar basen av den andra åldern/etagen i den äldre ordoviciska delen. Denna GSSP blev ratificerad av Internationella stratigrafiska kommissionen 2002 
och är daterad 478,6 ± 1,7 miljoner år före nutid. Det är lagret av den tidigaste förekomsten av graptoliten Tetragraptus approximatus som utgör grunden för bestämningen.

## Paleogeografi

Kontinenterna på jorden för 470 miljoner år sedan. Skandinavien ingick i kontinenten Baltica (BA)

Det mesta av jordens landmassa var under ordovicium samlad i superkontinenten Gondwana. Sveriges berggrund ingick dock i kontinenten Baltica, belägen på södra halvklotet.

## Djurlivets utveckling
Under ordovicium skedde en fortsatt utveckling av de livsformer som uppstod under kambrium i flera nya arter. Det är i ordoviciska bergarter som man har hittat de första fossilen efter den typ av ryggradsdjur som i devon gav upphov till de första landlevande djuren. Början av denna period var mycket varm vilket fick till följd att havsnivåerna steg stadigt under hela den första halvan av ordovicium. De höjda havsnivåerna skapade därmed ett utökat utrymme för livsmiljöer. Under denna period dominerade trilobiterna. Ordovicium avslutades med en mycket kall period, troligtvis den kallaste under de senaste 600 miljoner åren. Denna kyla fick havsnivåerna att sjunka betydligt och minskade därmed utrymmet för de kustnära livsmiljöerna. Den sjunkande havsnivån och den utrymmesmässiga minskningen av livsmiljöer fick till följd att flera arter dog ut. Utdöendet skedde i två faser med en liten tidsmässig fördröjning emellan; den slog först mot arter som levde i tropiska vatten och därefter mycket hårt mot arter som levde i tempererade miljöer, se Ordovicium–silur-utdöendet.

### Livsformer under ordovicium
Vanligt förekommande livsformer under ordovicium:
- Armfotingar
- Mossdjur
- Tagghudingar
- Trilobiter

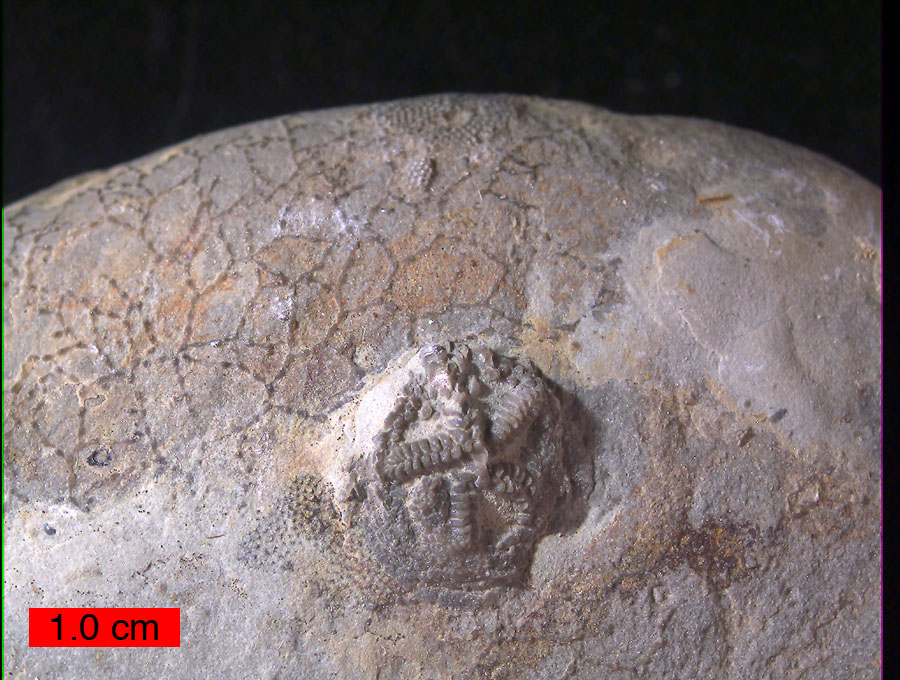
Cystaster stellatus, Corynotrypa
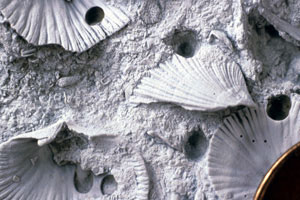
Trypanites
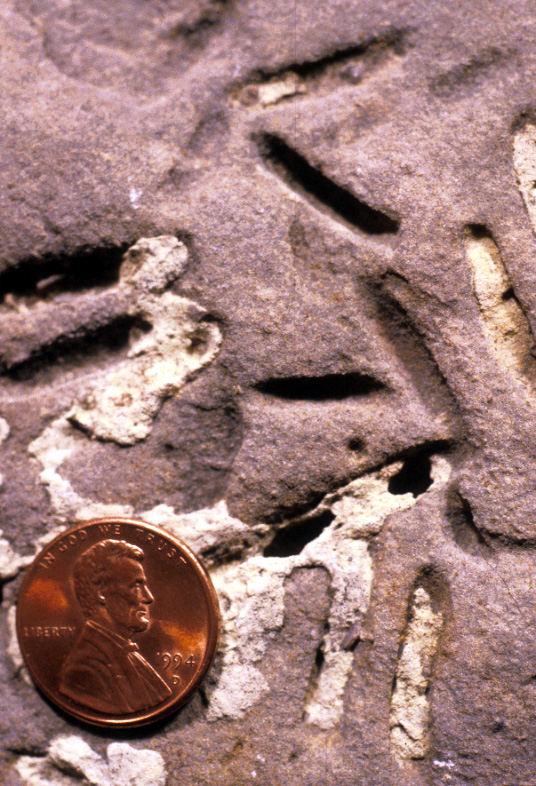
Petroxestes
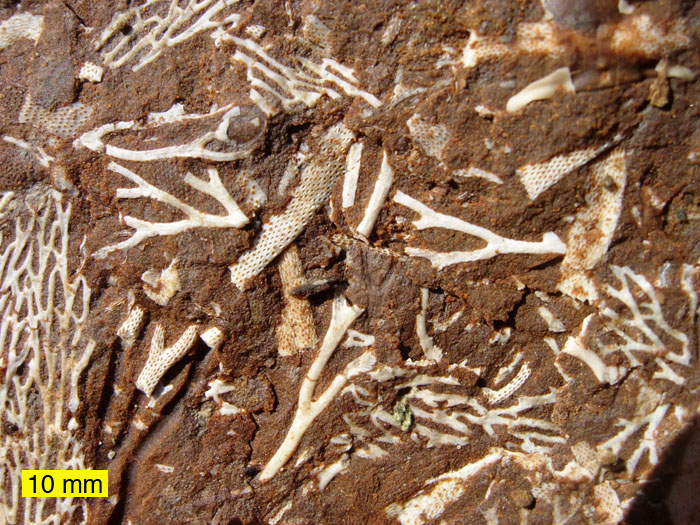
Bryozoa
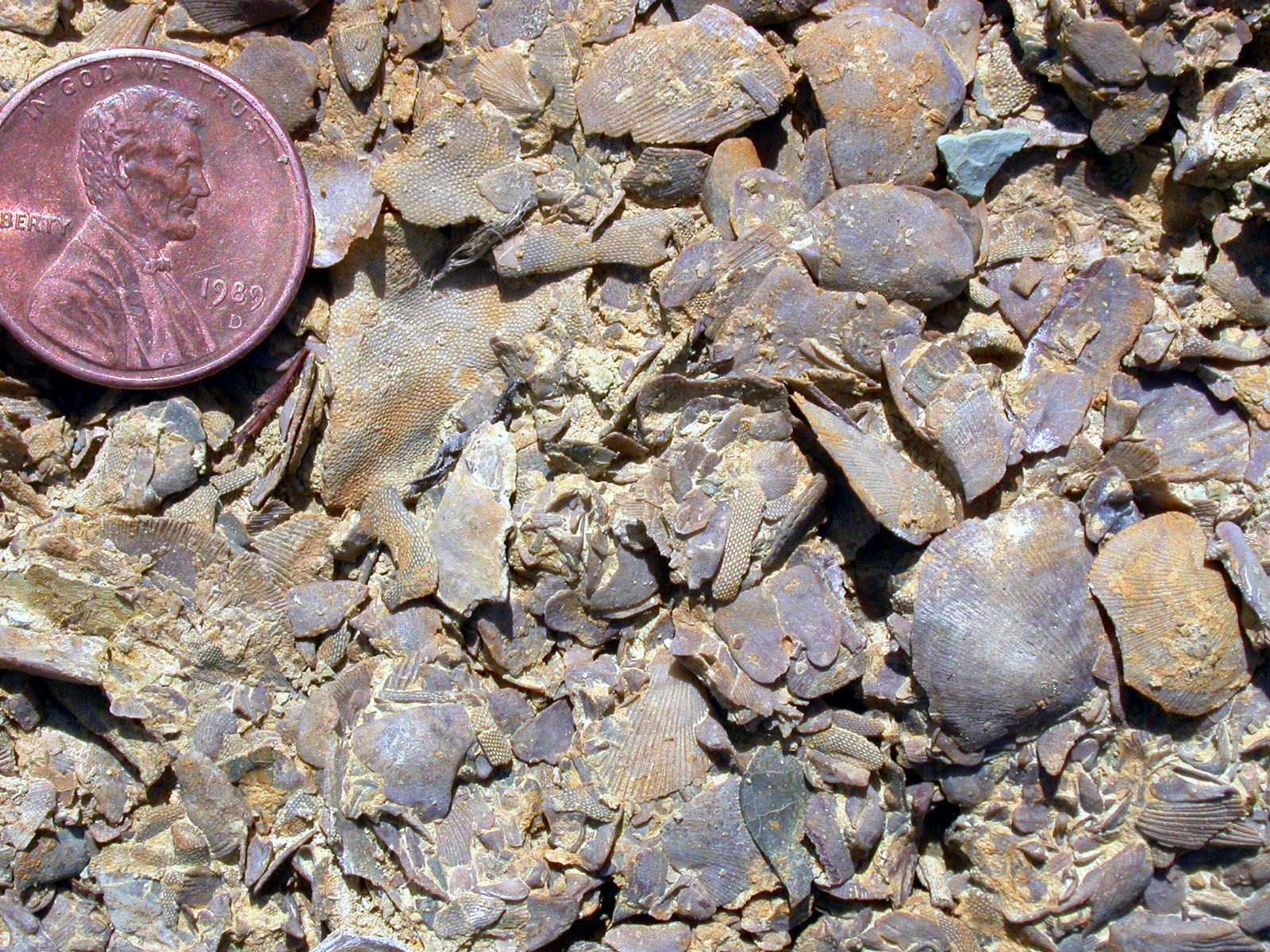
Brachiopoda, Bryozoa
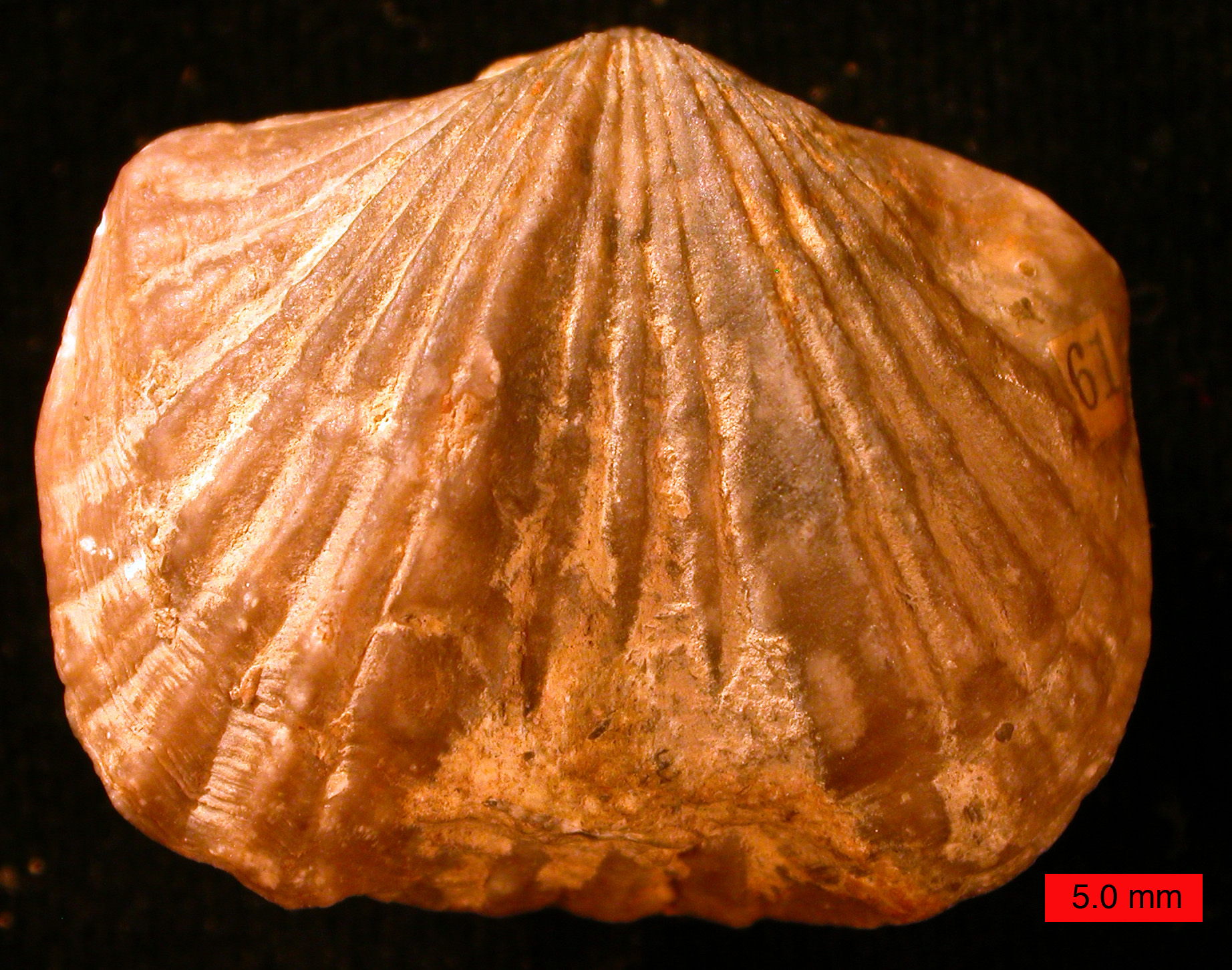
Platystrophia ponderosa
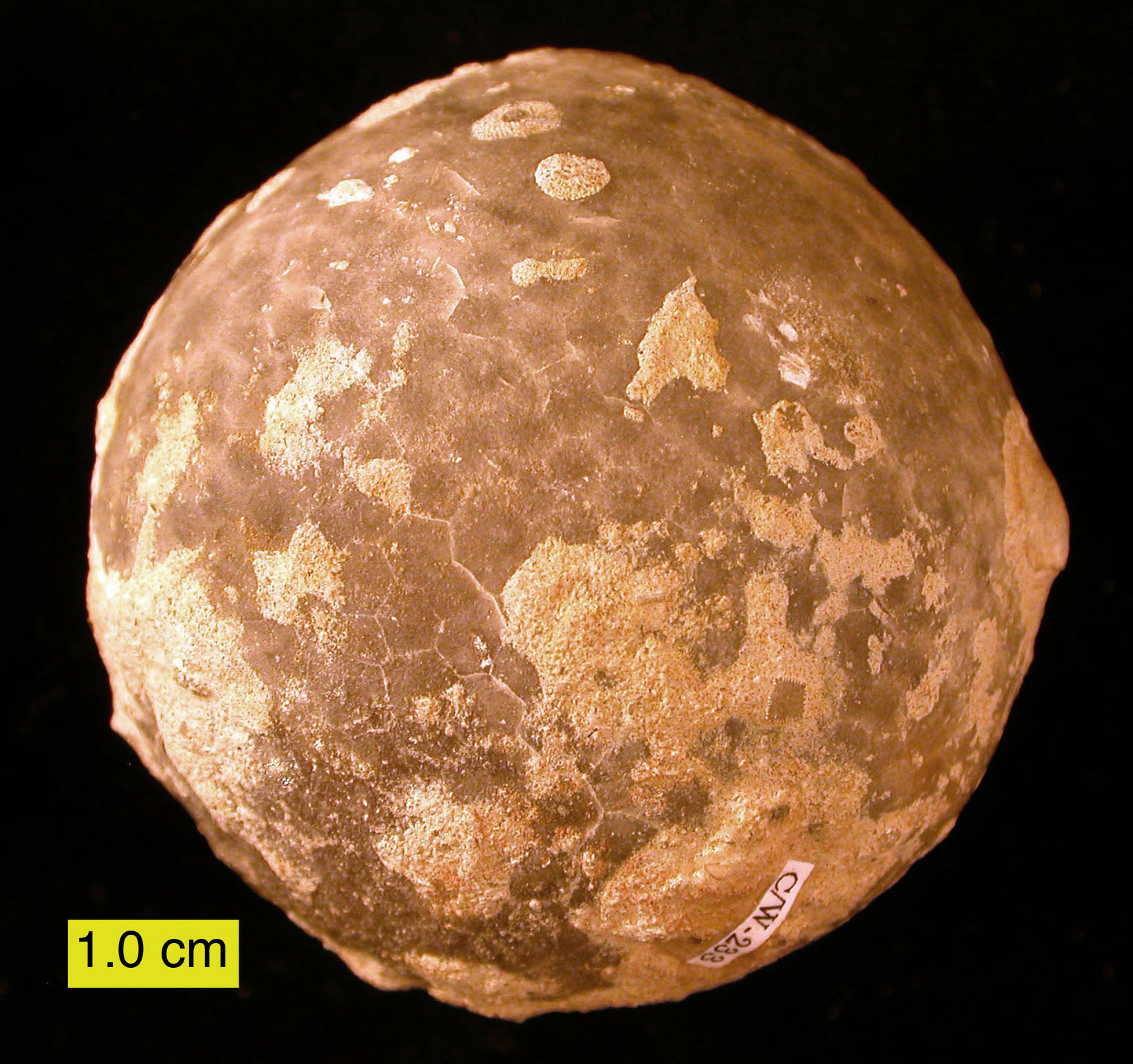
Echinosphaerites
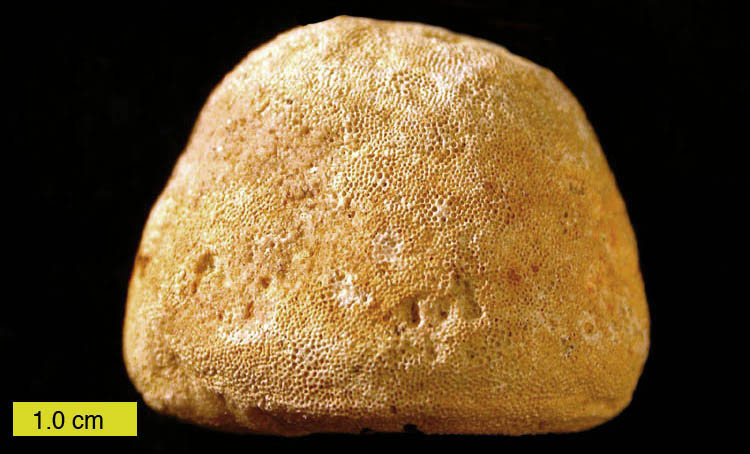
Prasopora
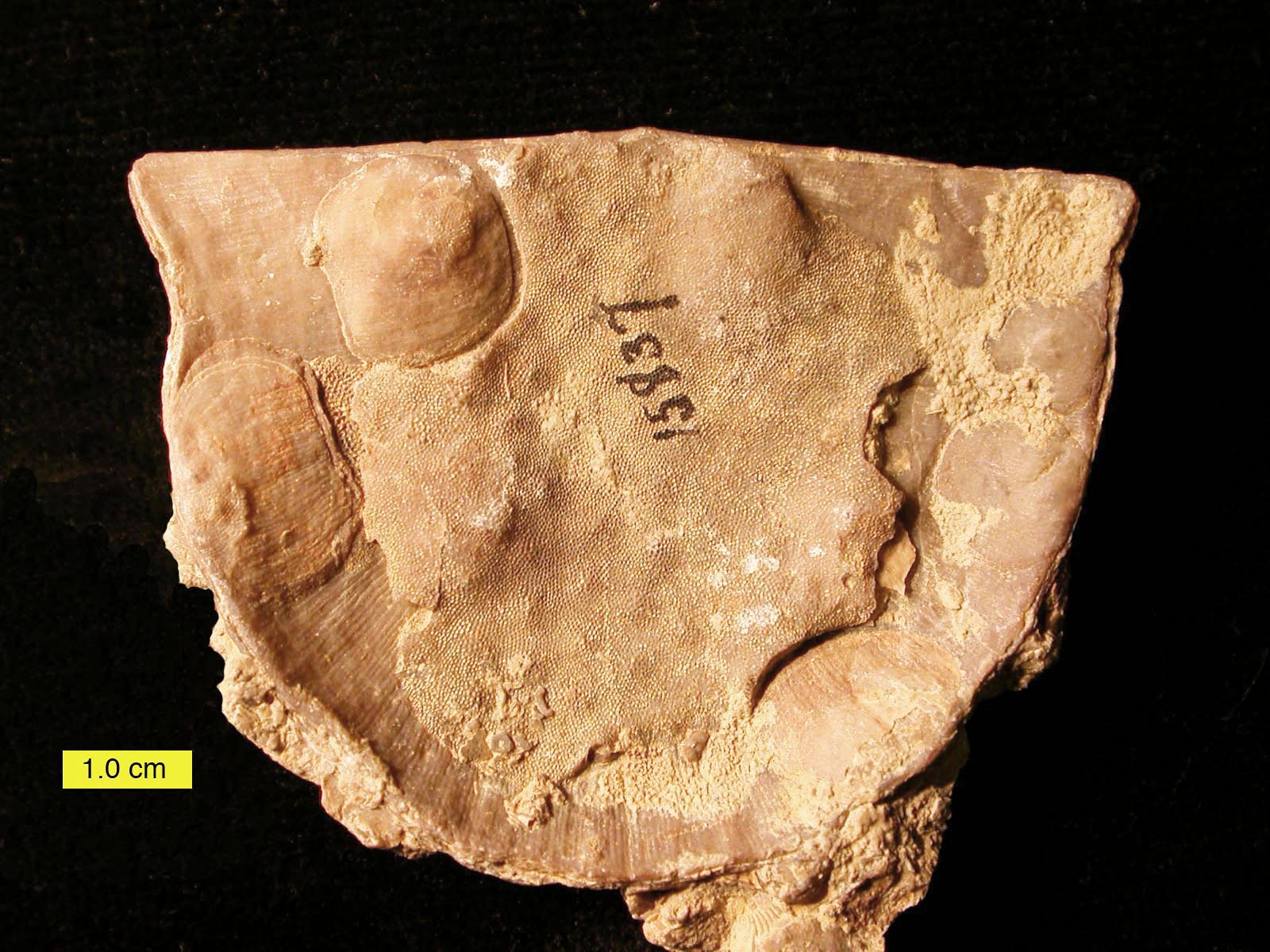
Brachiopoda, Bryozoa
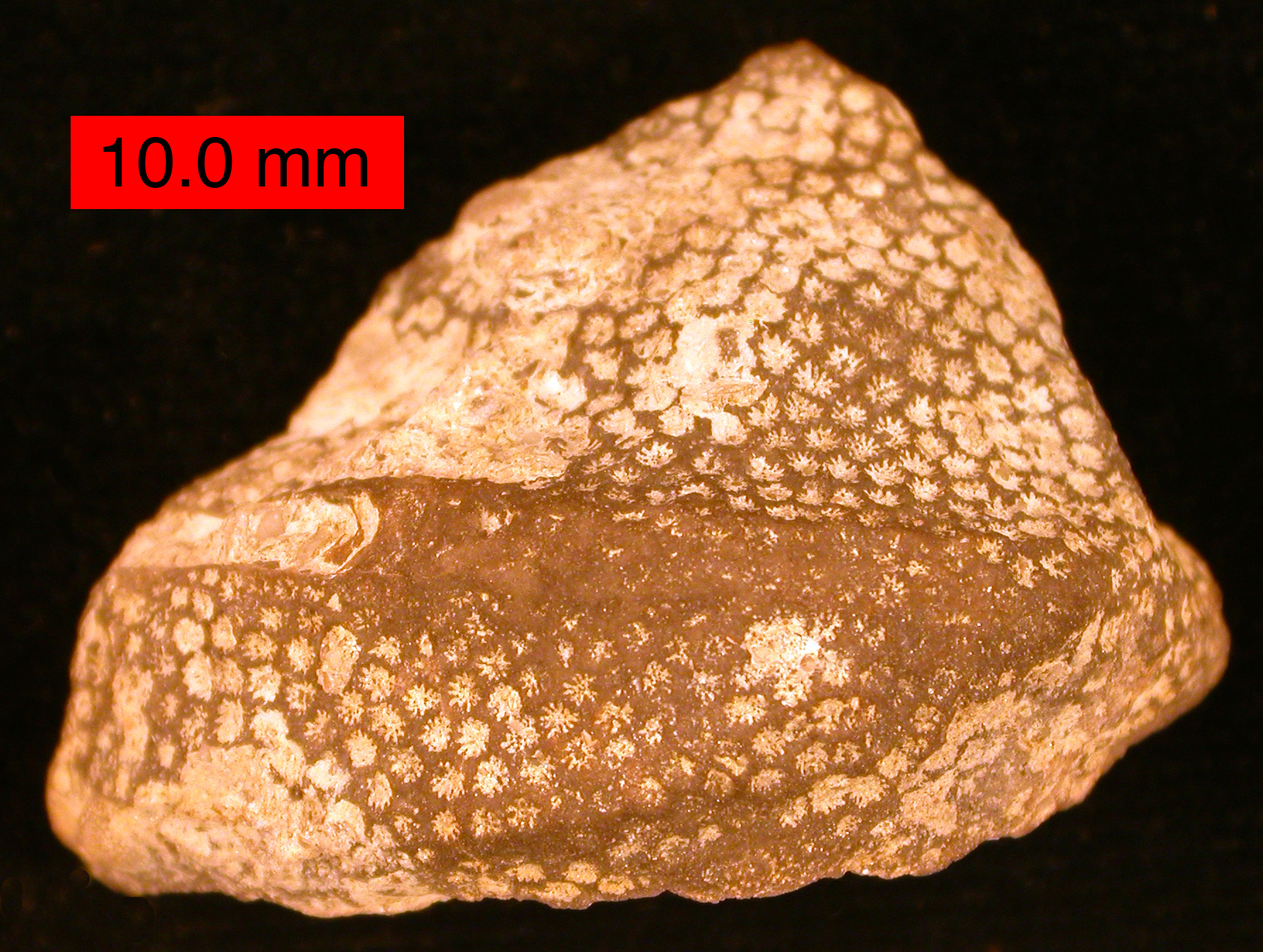
Protaraea richmondensis
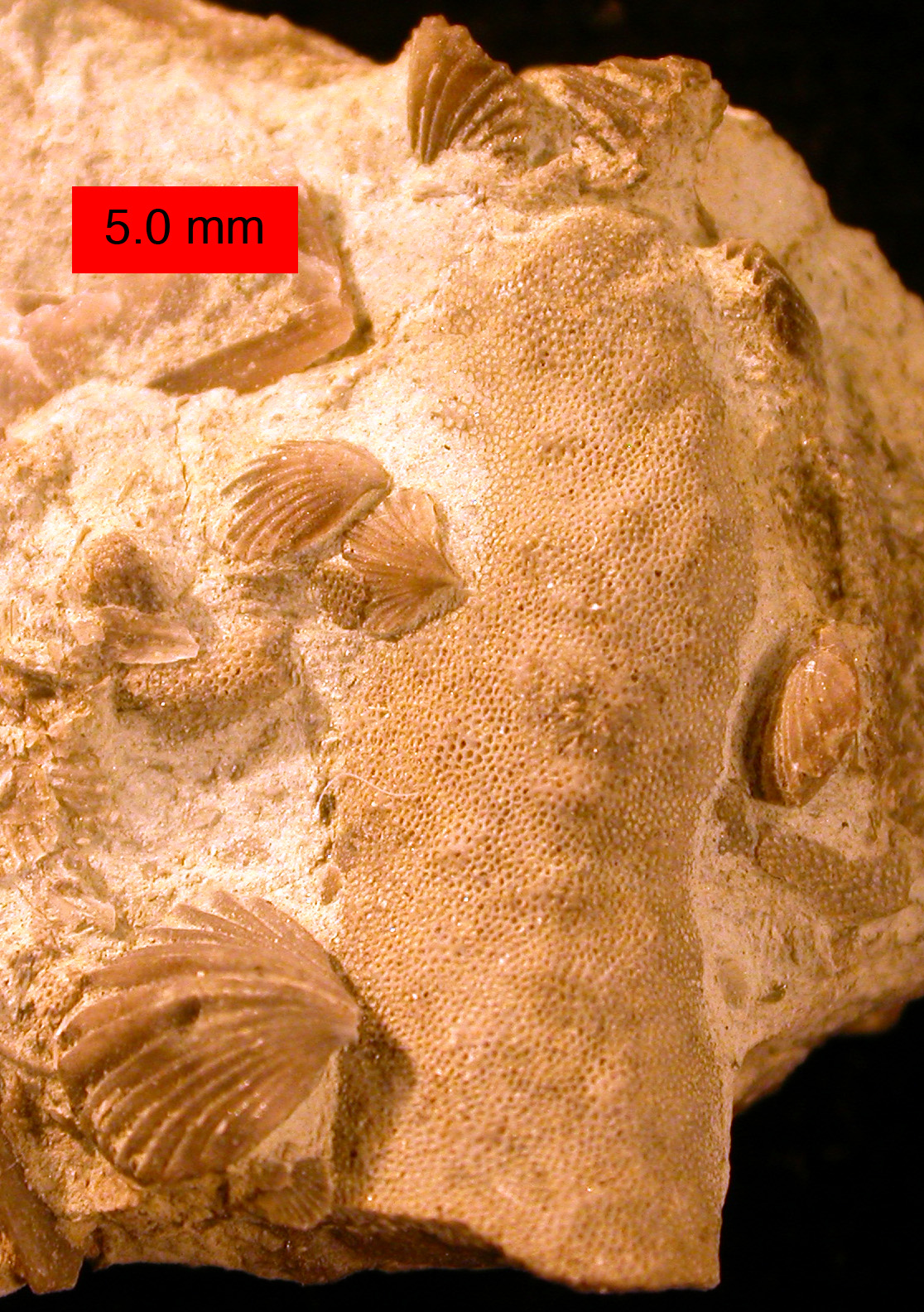
Zygospira modesta
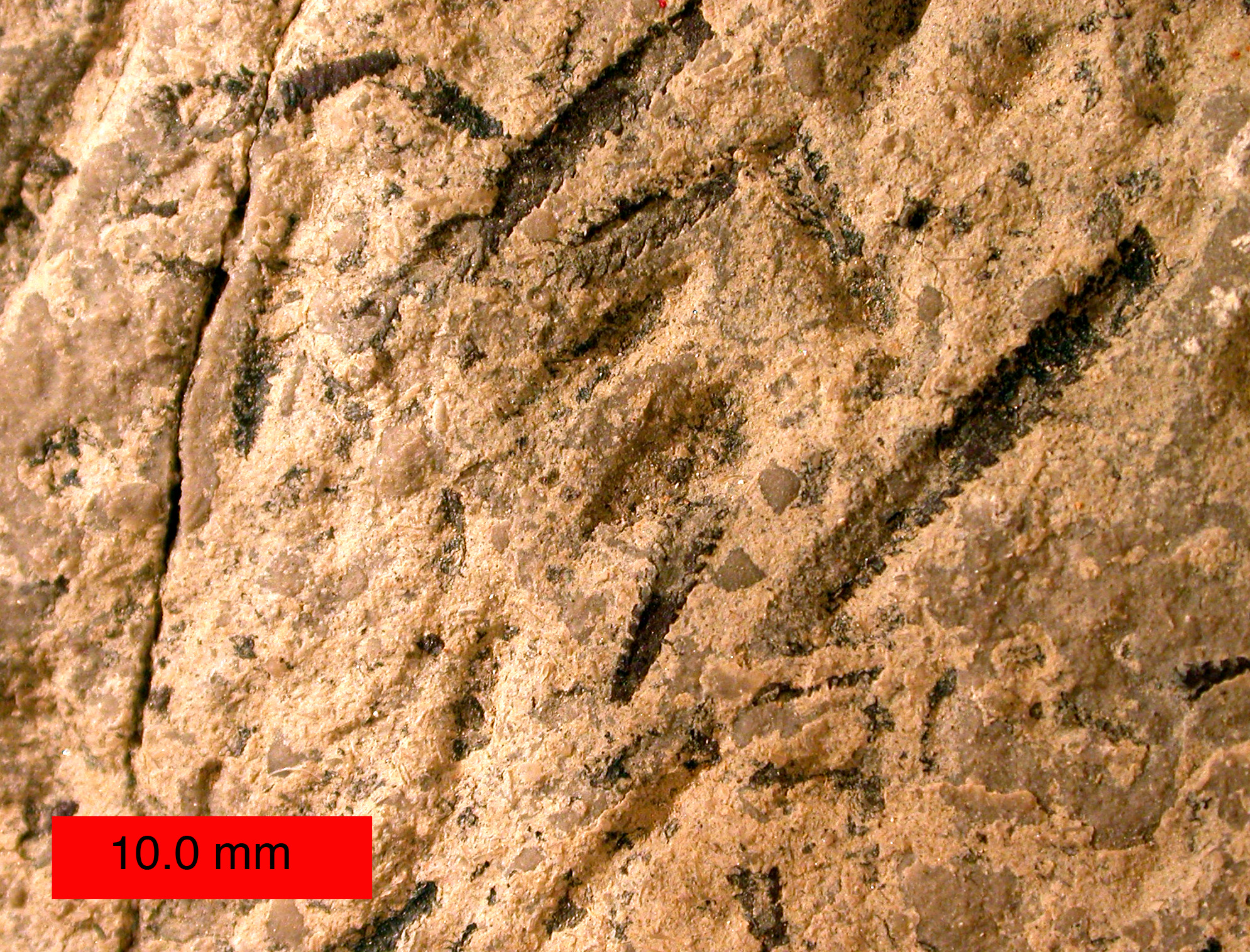
Amplexograptus